# Kellie Martin

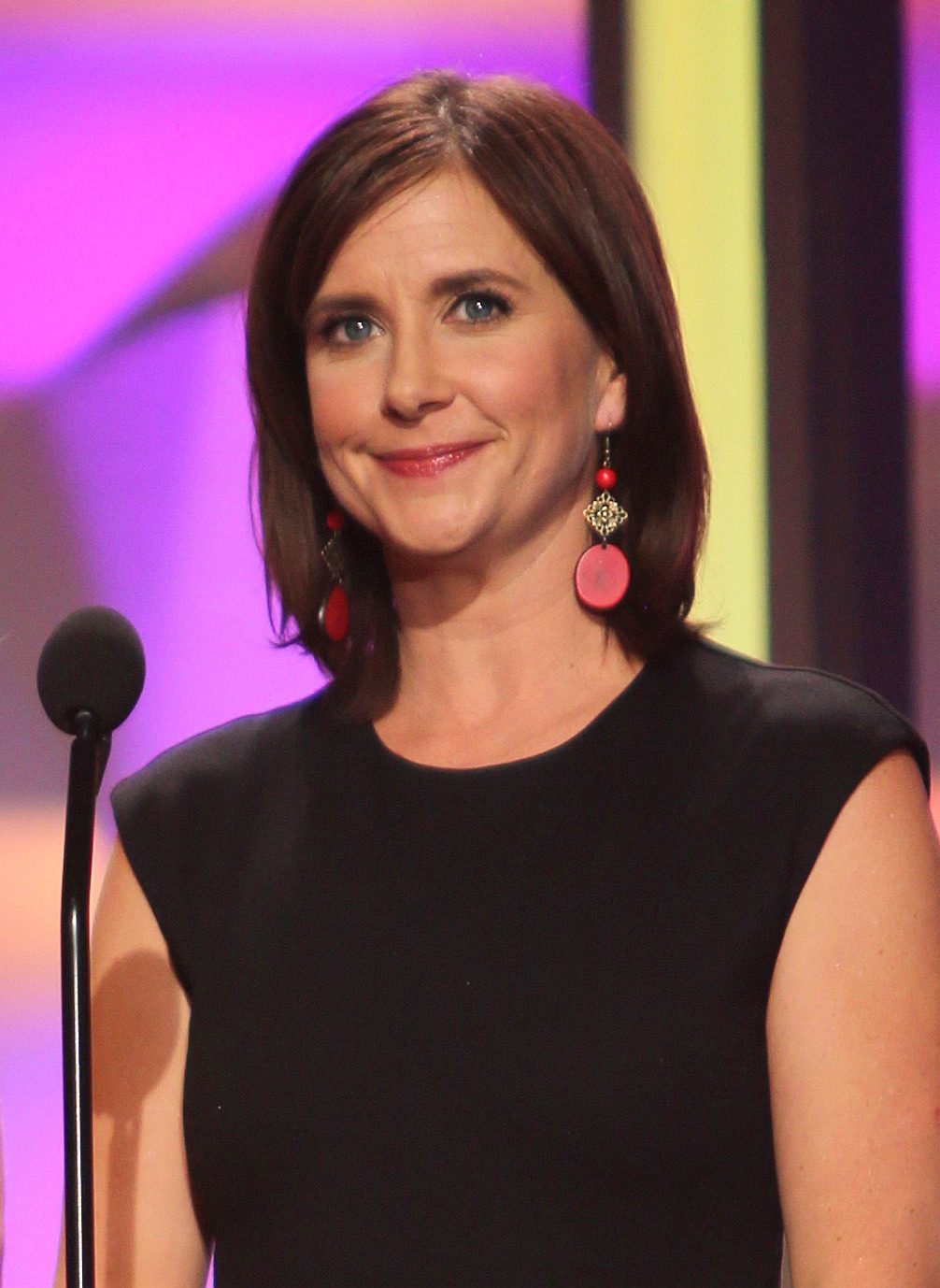
Kellie Martin (2014)

Kellie Noelle Martin (* 16. Oktober 1975 in Riverside, Kalifornien) ist eine US-amerikanische Filmschauspielerin.

## Leben
Ihre Karriere begann, als ihre Tante dem Schauspieler und Produzenten Michael Landon, auf dessen Kinder sie aufpasste, Fotos der damals sechsjährigen Kellie zeigte. Landon gab Kellie daraufhin eine kleine Rolle in einer Folge seiner Fernsehserie Vater Murphy.
In den folgenden Jahren trat sie in zahlreichen Fernsehfilmen und -serien, darunter Baywatch – Die Rettungsschwimmer von Malibu und seaQuest DSV, auf und arbeitete als Sprecherin für Zeichentrickfiguren.
Für ihre Rolle in der Fernsehserie Alles Okay, Corky? wurde sie zwei Mal mit dem Young Artist Award ausgezeichnet.
1998 erhielt sie die Rolle der Medizinstudentin Lucy Knight in der Erfolgsserie Emergency Room – Die Notaufnahme. Nach zwei Jahren verließ sie die Serie auf eigenen Wunsch wieder, offiziell um ihr Studium an der Elite-Universität Yale zu beenden. Es wurde jedoch vermutet, dass sie die Arbeit an der Krankenhausserie zu sehr an den Tod ihrer Schwester erinnerte, die 1998 an Lupus erythematodes verstorben ist.
Nach ihrem Ausstieg aus Emergency Room machte Martin vor allem durch ihre Rolle in der Fernsehfilm-Reihe Mystery Woman, für die sie auch als Regisseurin tätig ist, auf sich aufmerksam. Von 2003 bis 2007 erschienen zehn Filme der Reihe. Seit 2015 ist sie Hauptdarstellerin einer Filmreihe mit dem Titel Hailey Dean Mystery. Ihr Schaffen als Schauspielerin umfasst mehr als 80 Produktionen.
Martin, deren Hobbys Ballett und Fotografie sind, ist seit 1999 mit Keith Christian verheiratet. Sie haben gemeinsam zwei Töchter.

## Filmografie (Auswahl)

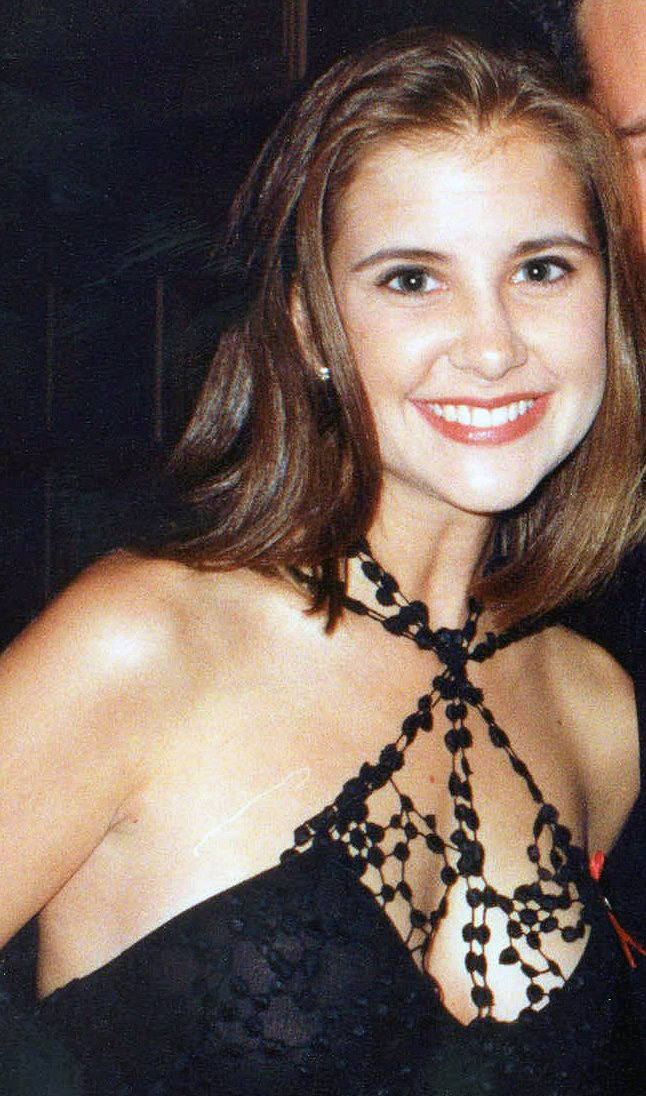
Martin bei der Emmy-Verleihung 1993

- 1982: Vater Murphy (Father Murphy, Fernsehserie, Folge 2x11)
- 1984: Ein Engel auf Erden (Highway to Heaven, Fernsehserie, Folge 1x13)
- 1986: Jumpin’ Jack Flash
- 1986: Supercat – Die reichste Katze der Welt (The Richest Cat in the World)
- 1987–1988: Der Hogan-Clan (Valerie, Fernsehserie, 5 Folgen)
- 1988: Die besten Jahre (Thirtysomething, Fernsehserie, 2 Folgen)
- 1989: Baywatch – Die Rettungsschwimmer von Malibu (Baywatch, Fernsehserie, Folge 1x01)
- 1989: Die Wilde von Beverly Hills (Troop Beverly Hills)
- 1989–1993: Alles Okay, Corky? (Life Goes On, Fernsehserie, 83 Folgen)
- 1993: Matinée
- 1993: seaQuest DSV (Fernsehserie, Folge 1x05)
- 1994: Tod eines Cheerleaders (A Friend to Die For, Fernsehfilm)
- 1994–1995: Christy (Fernsehserie, 20 Folgen)
- 1995: Entführt! – Die furchtbare Wahrheit (The Face on the Milk Carton)
- 1996: In Stille gefangen (Hidden in Silence, Fernsehfilm)
- 1996: Ihre einzige Chance (Her Last Chance, Fernsehfilm)
- 1997: Deep Running – Flucht zu zweit (On the Edge of Innocence, Fernsehfilm)
- 1998–2000: Emergency Room – Die Notaufnahme (ER, Fernsehserie, 36 Folgen)
- 2003: Mystery Woman (Fernsehfilm)
- 2003: Malibu’s Most Wanted
- 2003: Law & Order: Special Victims Unit (Fernsehserie, Folge 5x01)
- 2009: Ghost Whisperer – Stimmen aus dem Jenseits (Ghost Whisperer, Fernsehserie, Folge 4x20)
- 2009: Grey’s Anatomy (Fernsehserie, Folge 5x21)
- 2009: Private Practice (Fernsehserie, Folge 3x02)
- 2012: Army Wives (Fernsehserie, 8 Folgen)
- 2013: The Christmas Ornament (Fernsehfilm)
- 2016–2019: Hailey Dean Mystery (Fernsehserie, 9 Folgen)
- 2017–2018: The Guest Book (Fernsehserie, 8 Folgen)
- 2019: Death of a Cheerleader (Fernsehfilm)
- 2019: Christmas in Montana (Fernsehfilm)
- 2022: An Amish Sin (Fernsehfilm)